# Строев, Владимир Витальевич
Владимир Витальевич Строев (род. 19 августа 1973) — российский экономист, профессор (2012), доктор экономических наук (2008), профессор РАО (2020). Ректор Государственного университета управления с 2 июня 2022 года.

## Биография
Окончил Дальневосточный государственный университет в 1995 году.
В 2008 году защитил докторскую диссертацию на тему: «Влияние экономики знаний на интеграционные процессы в высшем образовании».
Учёное звание профессора по экономике присвоено решением Министерства образования и науки Российской Федерации в 2012 году.

## Карьера
- 1998—2004 — главный специалист Государственной инспекции по аттестации учебных заведений России.
- 2004—2009 — заместитель начальника отдела аккредитации образовательных учреждений Федеральной службы по надзору в сфере образования и науки.
- 2009—2012 — заведующий кафедрой экономики и менеджмента ГЦОЛИФК.
- 2009—2012 — проректор по учебно-методической работе и развитию, проректор по научной работе и качеству ФГБОУ ВО «МГУПП».
- 2012—2015 — ректор Первого московского юридического института.
- 2015—2017 — и. о. ректора Государственного университета управления.
- 2017—2018 — проректор Государственного университета управления.
- 2018—2021 — директор института права и управления МГПУ.

С 17 декабря 2021 по 2 июня 2022 года — и. о. ректора Государственного университета управления.
С 2 июня 2022 года — ректор Государственного университета управления.

## Научная деятельность
В сферу научных интересов входит исследование проблем развития потенциала регионов и бизнеса для сохранения человеческого капитала в России. В работах В. В. Строева с новых позиций рассмотрены вопросы взаимодействия бизнеса и образования, в особенности развития правовой и экономической интеграции образовательной деятельности в рамках Союзного государства России и Беларуси.

## Звания
- Почётный работник высшего профессионального образования Российской Федерации